# Investidura presidencial de Luis Arce
La investidura presidencial de Luis Arce Catacora se refiere al acto de posesión del nuevo presidente electo en la ciudad de La Paz (sede de Gobierno de Bolivia) el 8 de noviembre de 2020.

## Ceremonia ancestral de posesión
Ya desde el 30 de octubre de 2020, varios sectores del Movimiento al Socialismo consideraban que la ceremonia ancestral religiosa de posesión del nuevo presidente debería de realizarse en la antigua y milenaria ciudadela preincaica de Tiahuanaco, como ya había ocurrido antes en las investiduras del expresidente Evo Morales Ayma durante los años 2006, 2010 y 2015. El 4 de noviembre, la encargada responsable de la comisión de transmisión del mando presidencial Eva Chuquimia declaró que se descartaba una ceremonia oficial en aquel lugar debido a dos principales razones, los cuales eran la austeridad y la bioseguridad, el primer motivo para evitar un gasto innecesario de recursos económicos del estado para financiar dicha ceremonia religiosa y el otro motivo para no concentrar grandes multitudes de personas en plena pandemia del Covid-19 y no arriesgar la salud de la población.
Pero finalmente el 5 de noviembre de 2020, se confirmó que el presidente Luis Arce se posesionaria en Tiahuanaco el día 6 de noviembre, pero esta ceremonia sería de carácter privado para que de esa manera no demande recursos económicos del estado. Al día siguiente, el presidente electo Luis Arce llegó al poblado arqueológico de Tiahuanaco junto al vicepresidente electo David Choquehuanca para iniciar la posesión simbólica de ambas autoridades. 
La ceremonia ancestral religiosa comenzó a primeras horas de la mañana y fue organizada por el Consejo Nacional de Amautas, el cual realizó una ofrenda a la pachamama (madre tierra) después de recibir los primeros rayos del sol. Posteriormente, los amautas procedieron a entregar unos diademas a las futuras autoridades, los cuales representan a los "apus" (dioses indígenas). El símbolo del Sol que engendra la energía le fue entregado al futuro presidente y otro de la Luna al vicepresidente, simbolizando el agua y la vida.
Después de recibir el bastón simbólico de mando, el nuevo presidente electo pronunciaba lo siguiente en su discurso:

"Hermanos y Hermanas, simplemente pedir a nuestros "Achachilas" (espíritus tutelares) que nos den la sabiduría para poder llevar adelante al país en paz, tranquilidad y en prosperidad. Jallalla hermanos"
Luis Arce Catacora presidente electo de Bolivia (Tiahuanaco, 6 de noviembre de 2020).

## Delegaciones internacionales

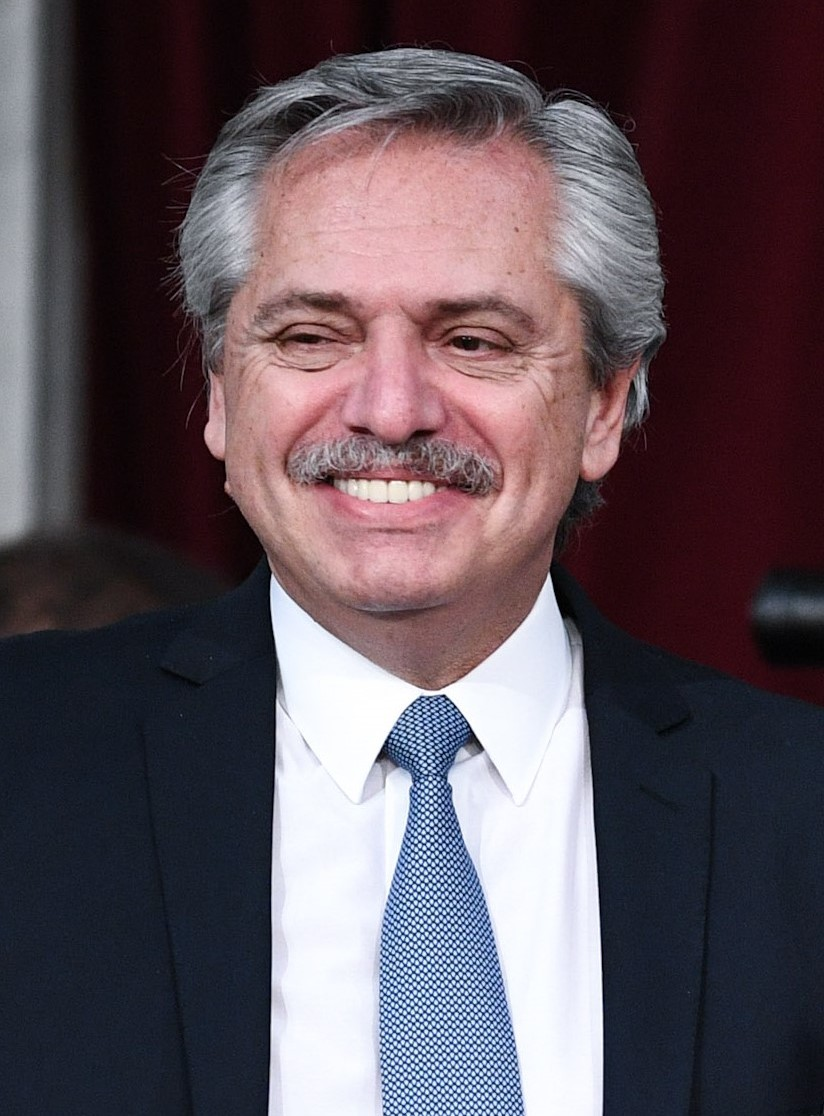
ARG Alberto Fernández Presidente de Argentina (2019 - 2023)
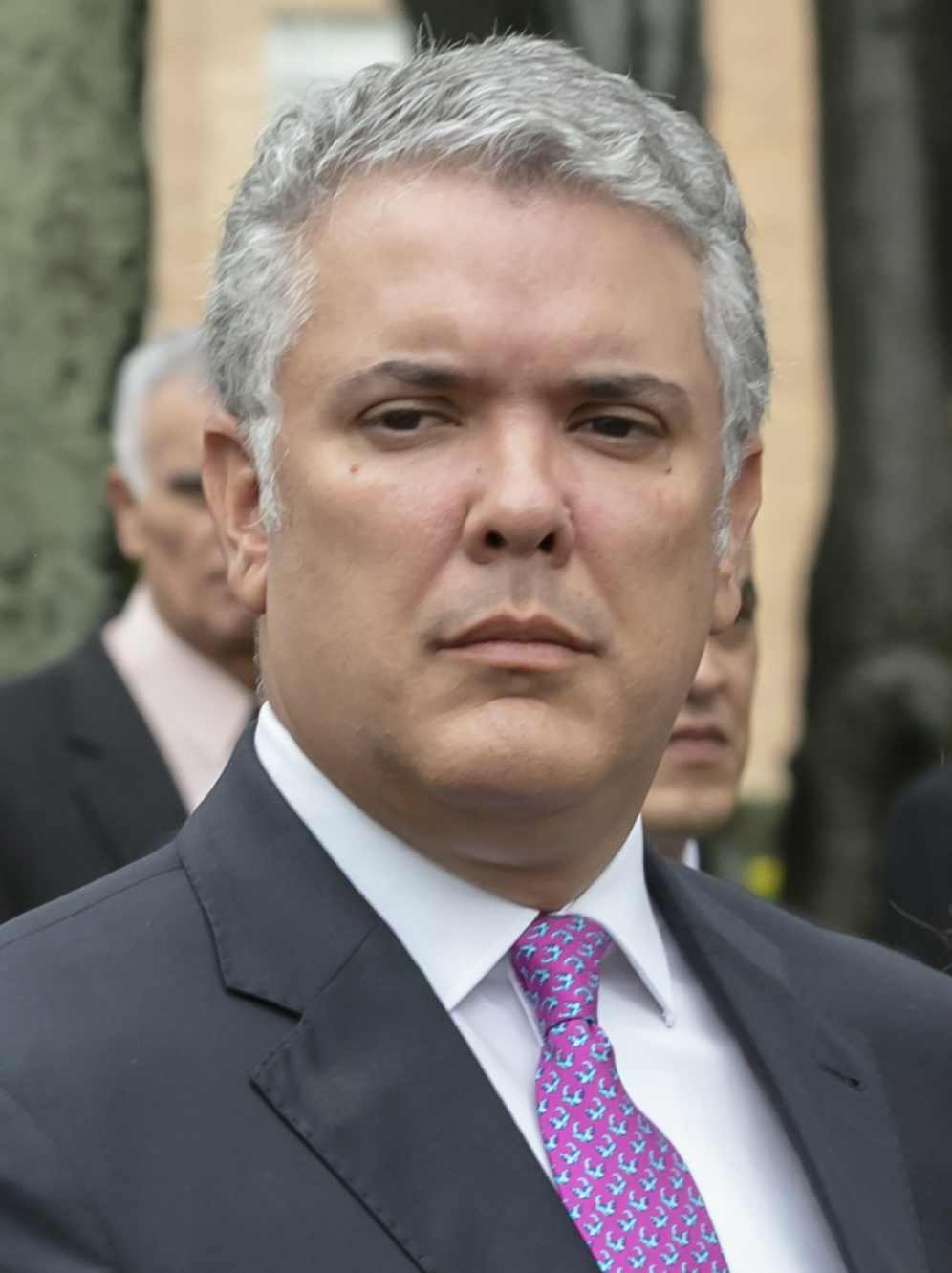
Colombia: el presidente de Colombia Iván Duque aterrizó en el Aeropuerto Internacional de El Alto en la madrugada del domingo 8 de noviembre de 2020 para asistir a la posesión del presidente electo Luis Arce. Junto a él le acompañaba una gran comitiva compuesta por la canciller colombiana Claudia Blum, por la jefa de Gabinete María Paula Correa, el ministro de Ambiente y Desarrollo Sostenible Carlos Eduardo Correa; la viceministra de Asuntos Multilaterales de la Cancillería Colombiana Adriana Mejía y finalmente la viceministra de Comercio Exterior Laura Valdivieso.
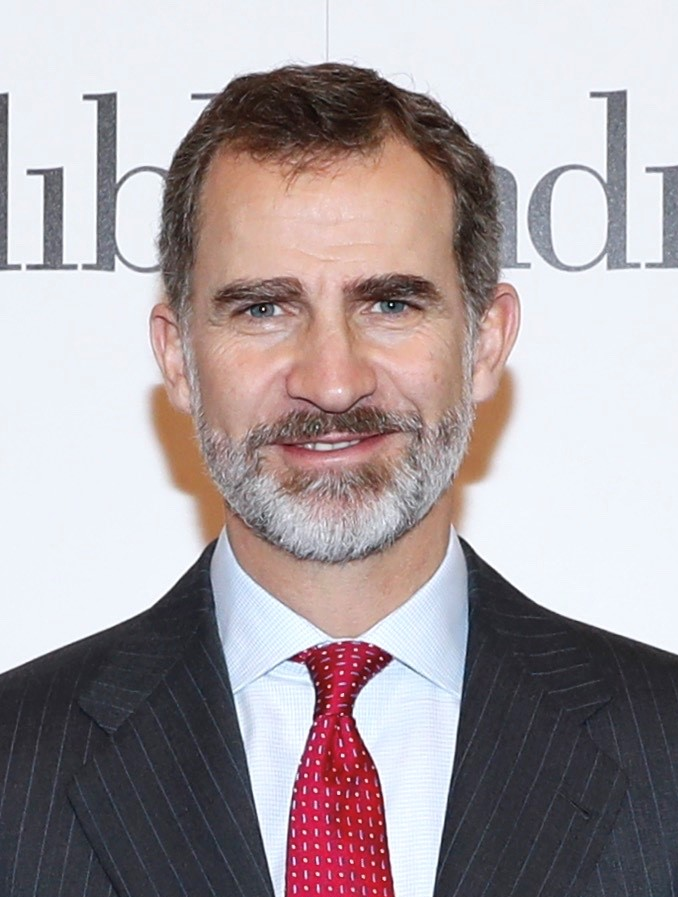
ESP Felipe VI de España Rey de España (2014 - Presente) (En representación oficial de la Corona Española)
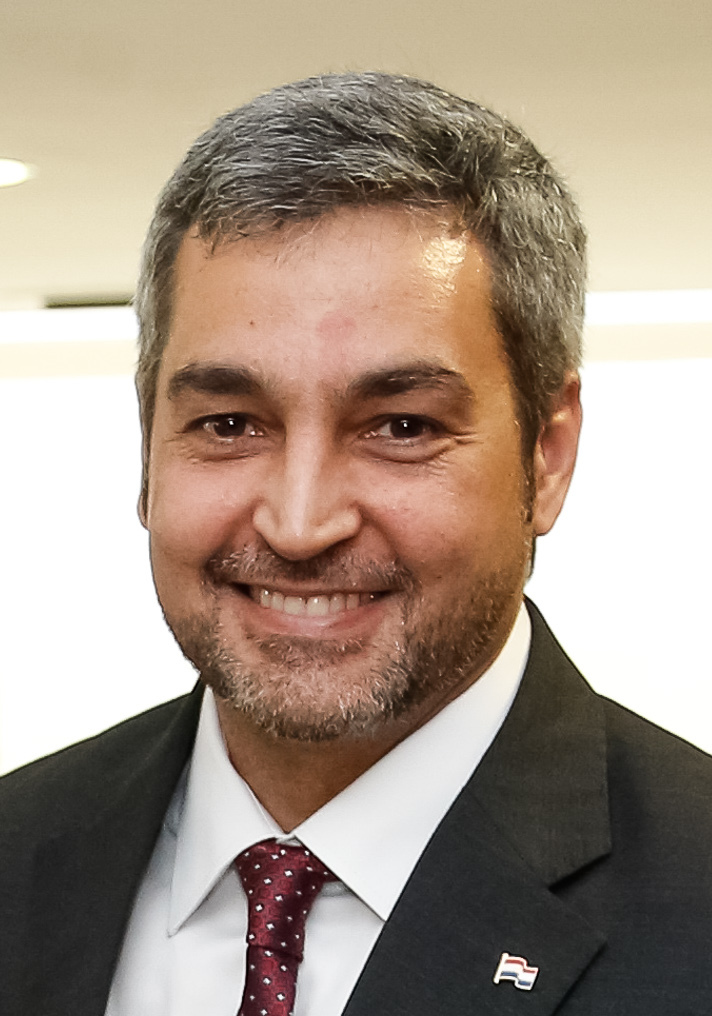
PAR Mario Abdo Benítez Presidente de Paraguay (2018 - 2023)
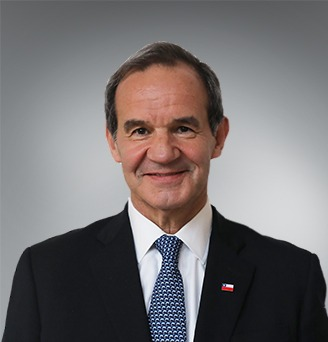
CHL Andrés Allamand Canciller de Chile (2020 - 2022)
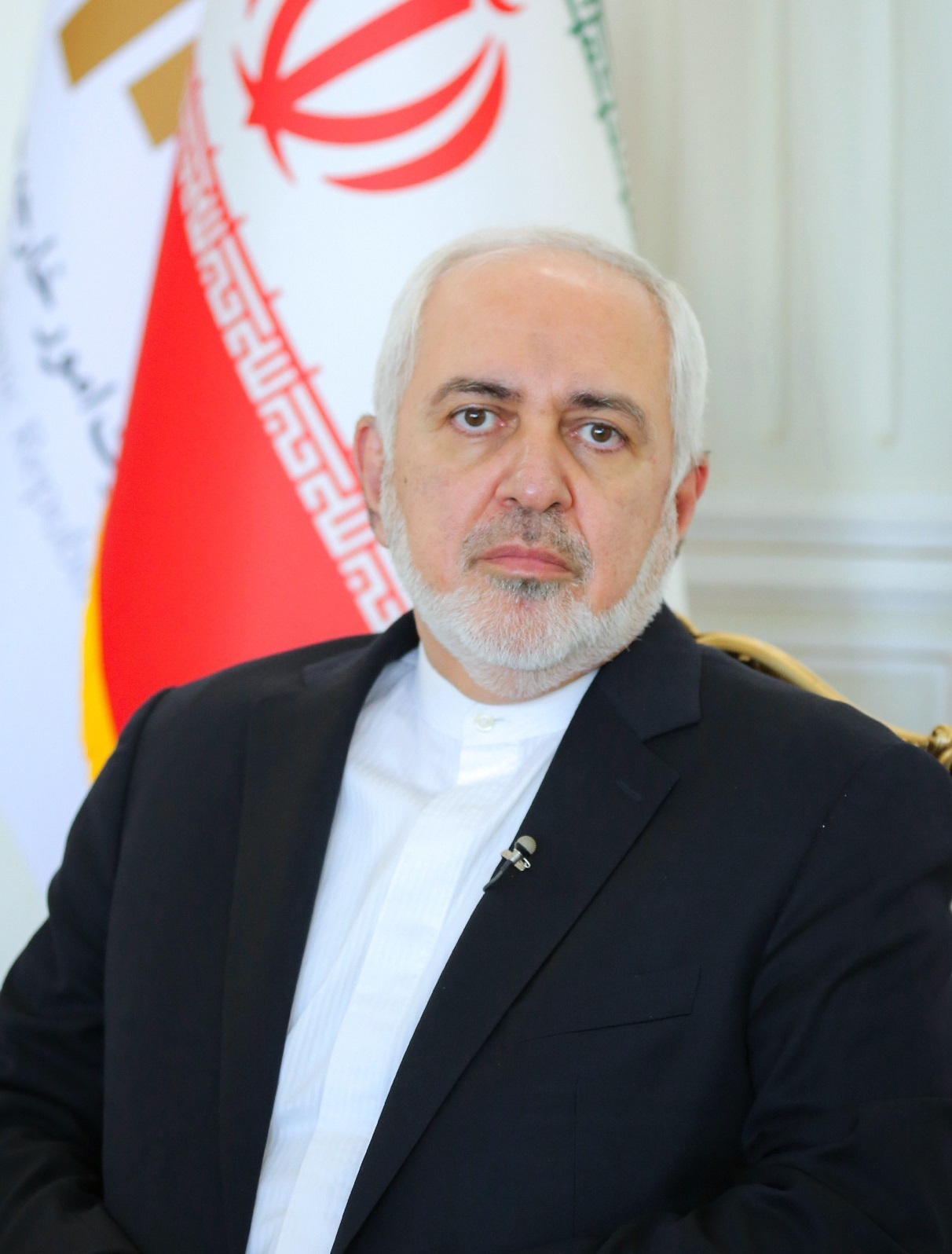
IRN Mohammad Yavad Zarif Canciller de Irán (2013 - 2021)
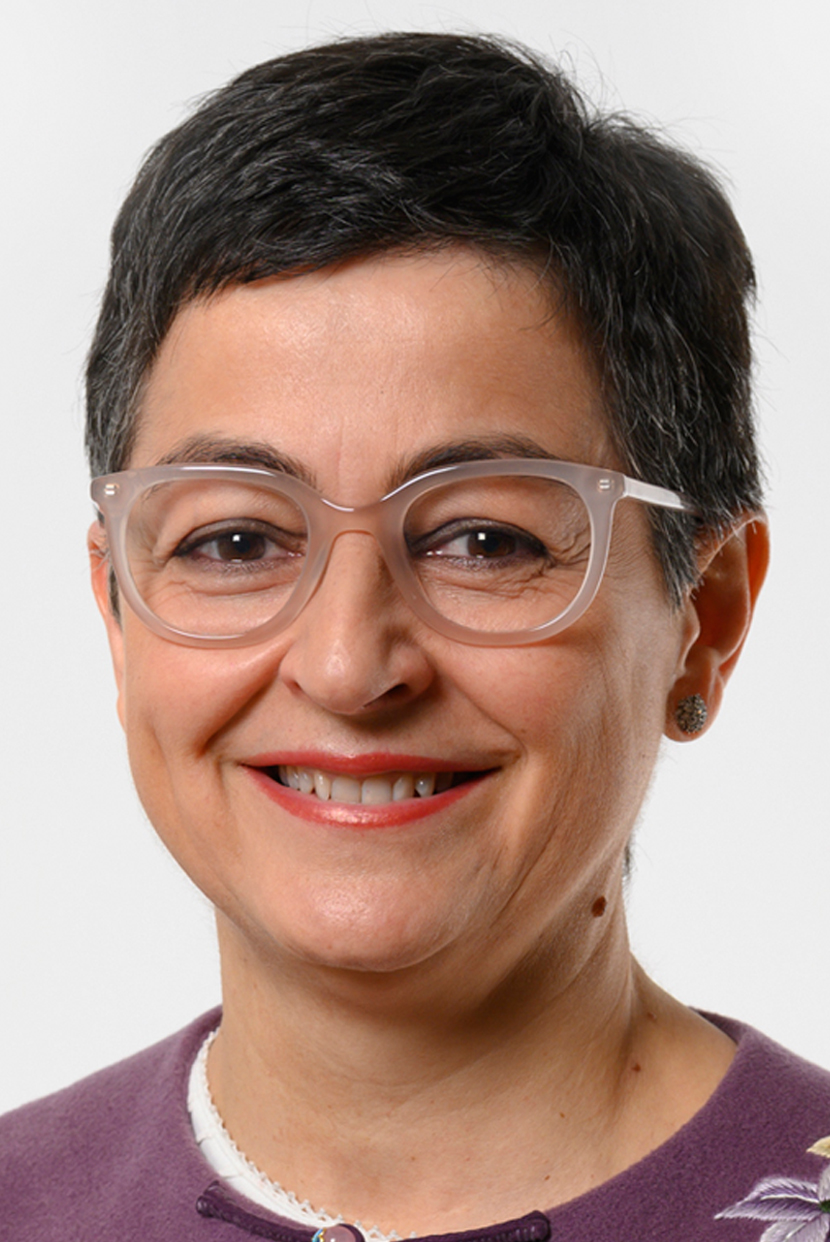
ESP Arancha González Laya Canciller de España (2020 - 2021) (En representación oficial del Gobierno Español)
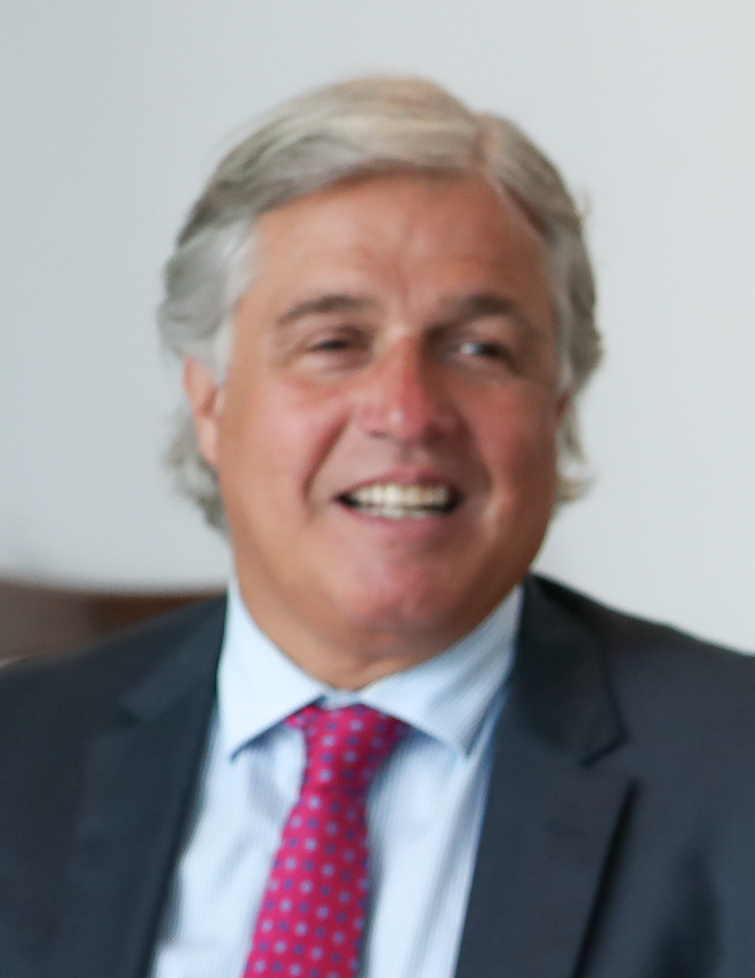
URU Francisco Bustillo Canciller de Uruguay (2020 - 2023)
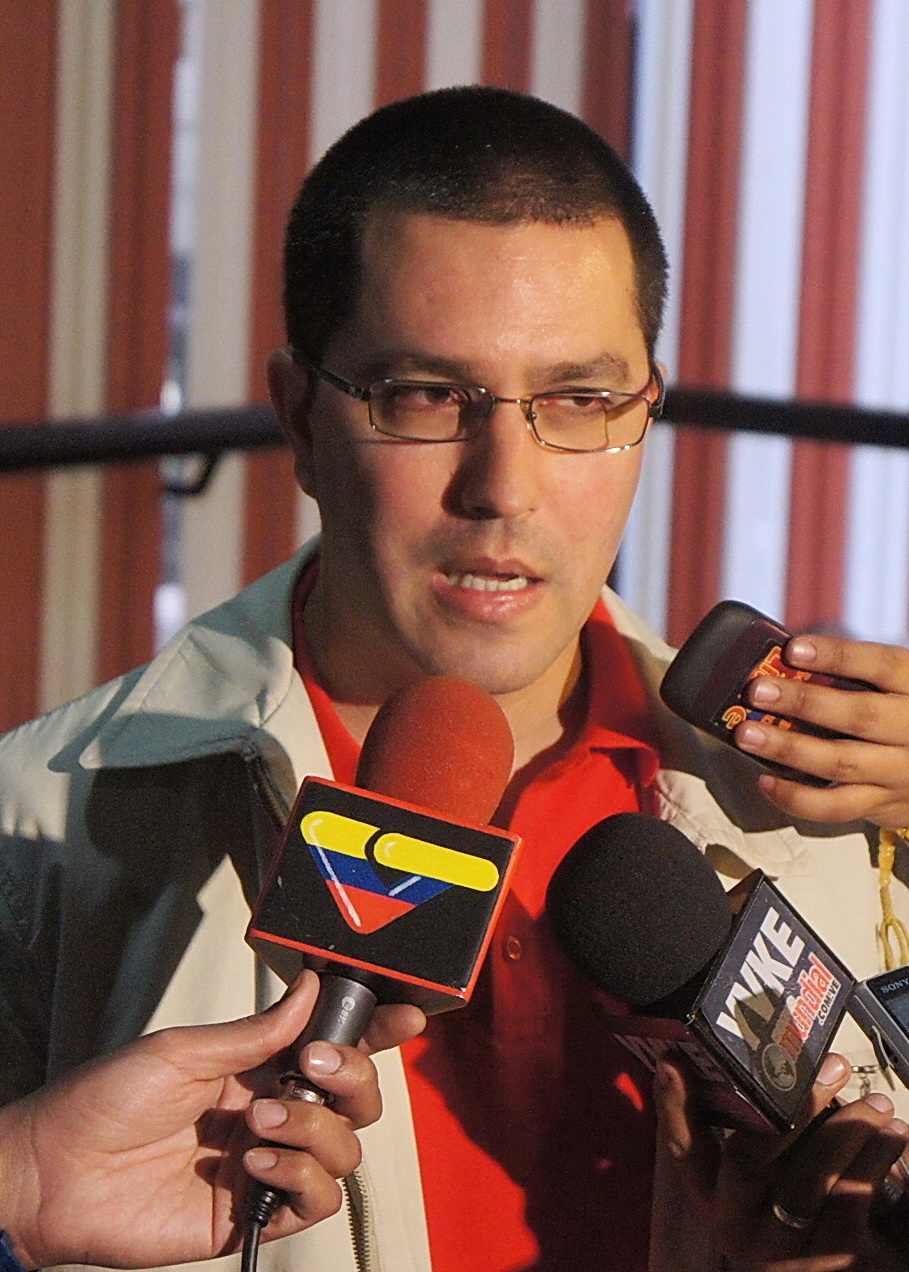
VEN Jorge Arreaza Canciller de Venezuela (2017 - 2021)
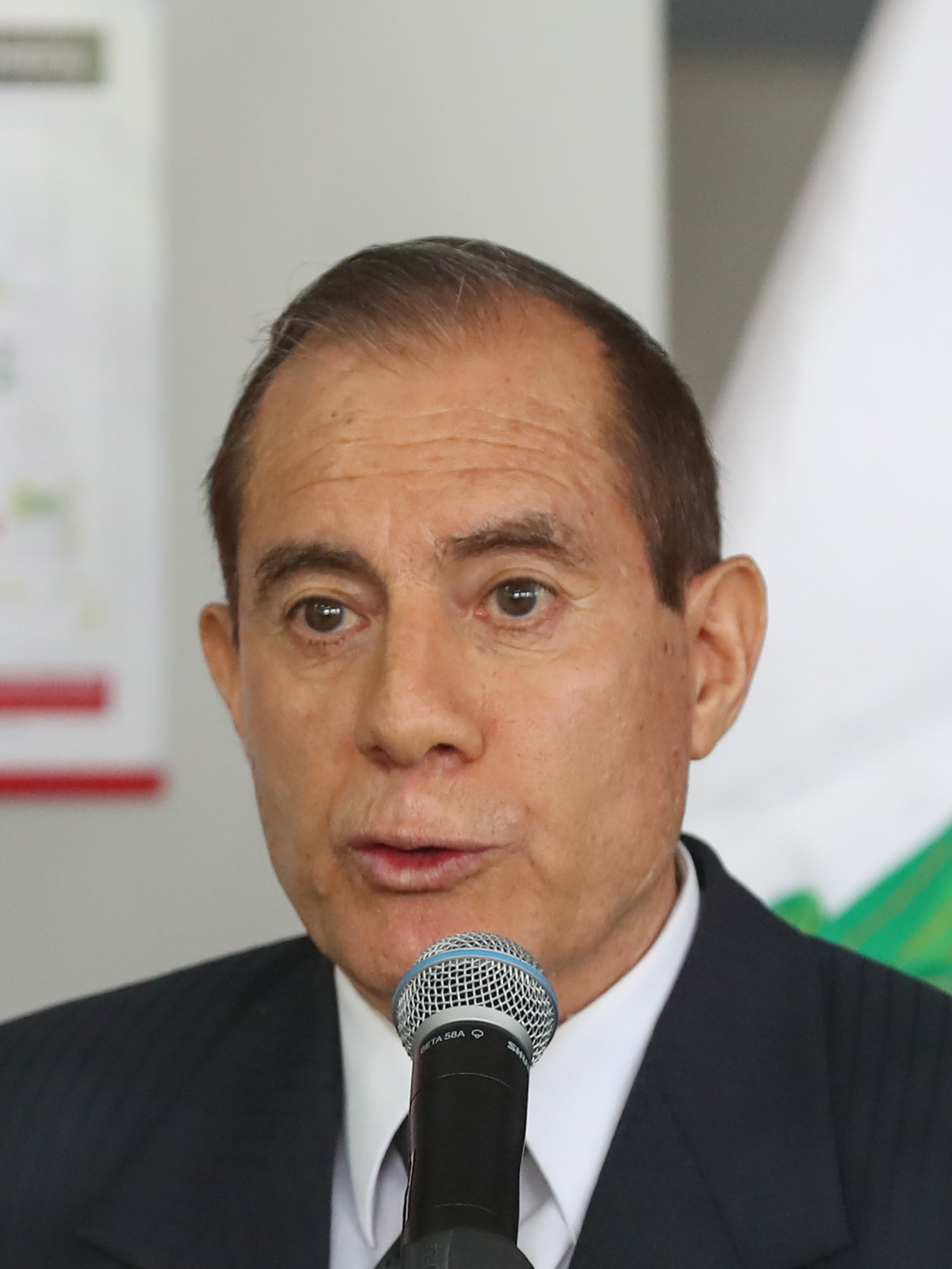
PER Walter Martos Presidente del Consejo de Ministros del Perú (2020)
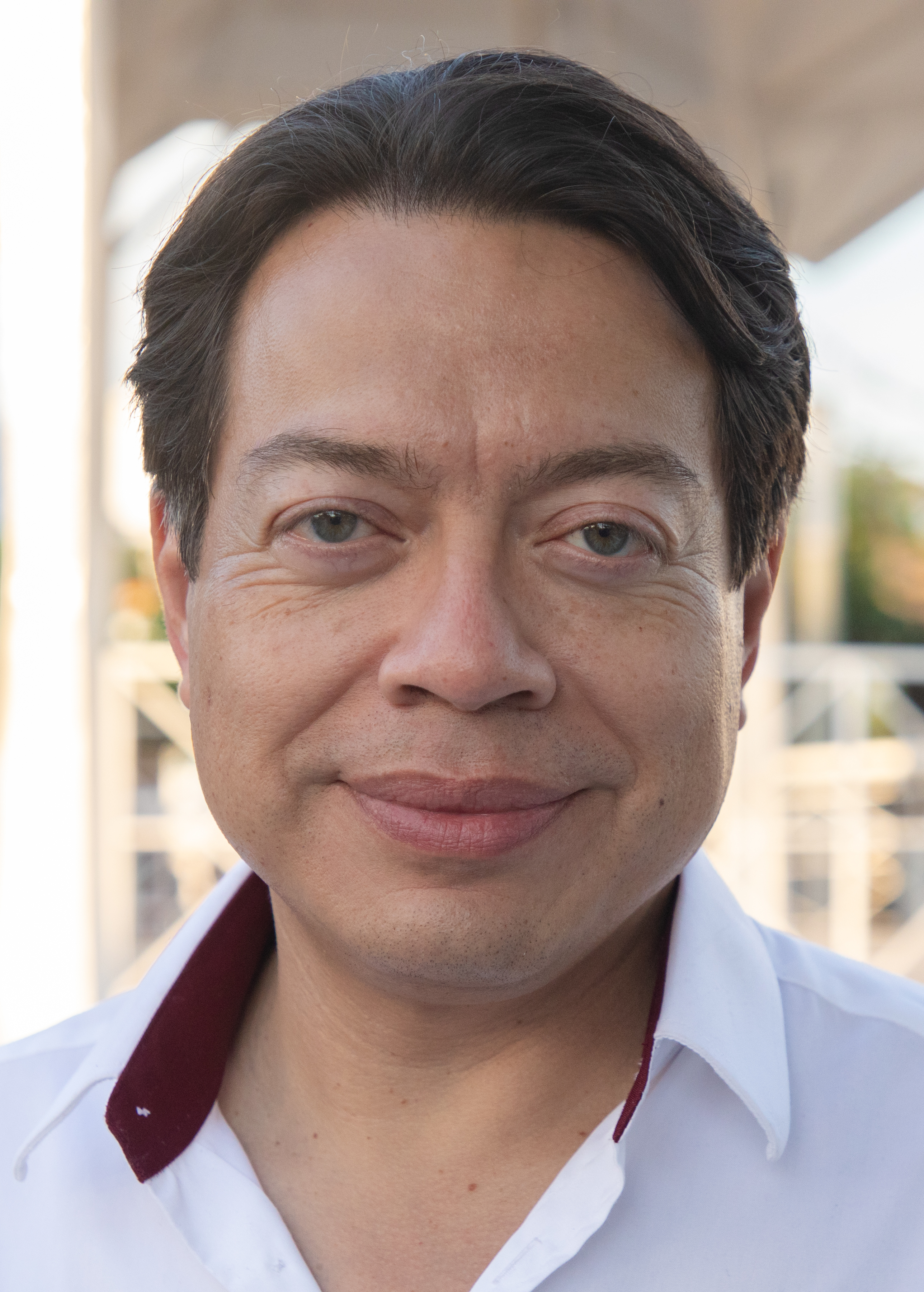
MEX Mario Delgado Carrillo Presidente del Partido Morena (2020 - 2024) (En representación oficial del Gobierno Mexicano)
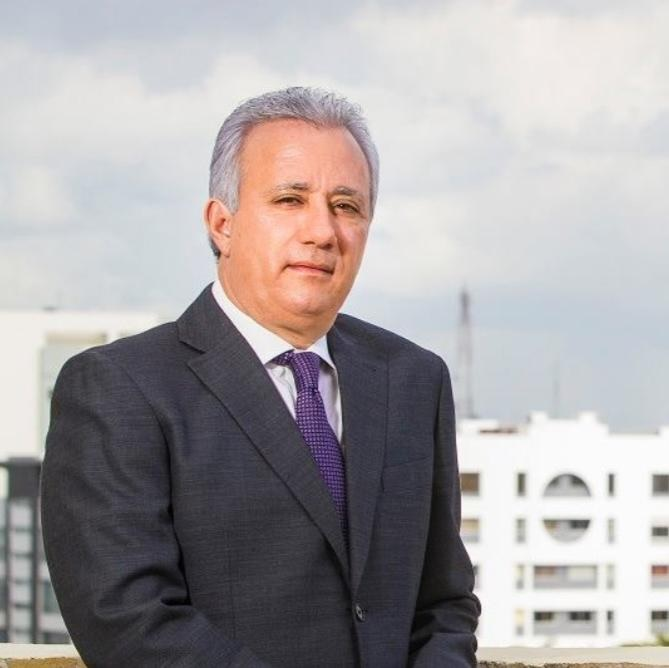
DOM Antonio Taveras Guzmán Senador de República Dominicana (2020 - Presente) (En representación oficial del Gobierno Dominicano)
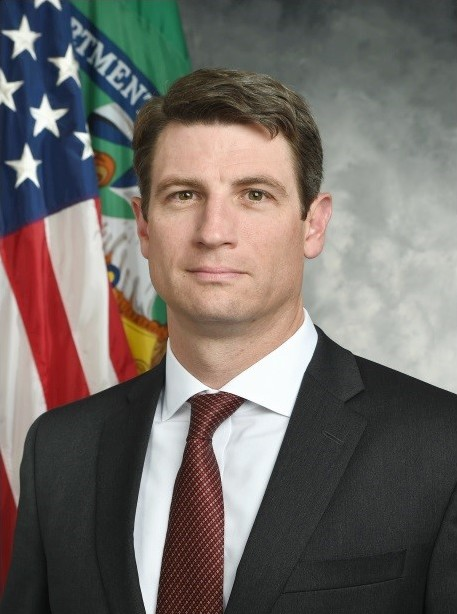
Estados Unidos: A pesar de no existir un embajador estadounidense en Bolivia desde el año 2008, el presidente de los Estados Unidos Donald Trump decidió enviar de todas maneras una delegación de viceministros de mediana jerarquía a la toma de posesión del presidente electo Luis Arce Catacora. Dicha delegación estuvo liderada por el Subsecretario del Tesoro para Asuntos Internacionales de los Estados Unidos Brent McIntosh. Junto a él le acompañaba también el subsecretario adjunto para el Hemisferio Occidental del Departamento de Estado de los Estados Unidos Kevin Michael O' Reilly y el asesor de Seguridad Nacional de la Casa Blanca para asuntos latinoamericanos Josh Hodges. La comitiva estadounidense aterrizó en Aeropuerto Internacional de la ciudad de El Alto en la mañana del 7 de noviembre siendo recibidos por la encargada de negocios en Bolivia Charisse Phillips.

Los siguientes mandatarios y funcionarios internacionales son algunos de los más relevantes y representativos de sus respectivos países que decidieron llegar hasta la ciudad de La Paz (en misión oficial) para asistir a la investidura presidencial de Luis Arce:
- Argentina
Alberto Fernández
Presidente de Argentina
(2019 - 2023)
- Colombia
Iván Duque
Presidente de Colombia
(2018 - 2022)
- España
Felipe VI de España 
Rey de España
(2014 - Presente)
(En representación oficial de la Corona Española)
- Paraguay
Mario Abdo Benítez
Presidente de Paraguay
(2018 - 2023)
- Chile
Andrés Allamand
Canciller de Chile
(2020 - 2022)
- Irán
Mohammad Yavad Zarif
Canciller de Irán
(2013 - 2021)
- España
Arancha González Laya
Canciller de España
(2020 - 2021) 
(En representación oficial del Gobierno Español)
- Uruguay
Francisco Bustillo
Canciller de Uruguay
(2020 - 2023)
- Venezuela
Jorge Arreaza
Canciller de Venezuela 
(2017 - 2021)
- Perú
Walter Martos
Presidente del Consejo 
 de Ministros del Perú 
 (2020)
- México
Mario Delgado Carrillo
Presidente del Partido Morena
(2020 - 2024) 
 (En representación oficial del Gobierno Mexicano)
- República Dominicana
Antonio Taveras Guzmán
Senador de República Dominicana
(2020 - Presente) 
 (En representación oficial del Gobierno Dominicano)
- Estados Unidos
Brent McIntosh
Subsecretario de Hacienda para Asuntos Internacionales de los Estados Unidos.
(2019 - 2021)